# Kiichi Miyake
Kiichi Miyake ( 1876 - 1964 ) fue un botánico, briólogo, pteridólogo japonés, que desarrolló sus actividades académicas en la Universidad de Tokio.

## Algunas publicaciones
- 1900. On the starch of ever-green leaves and its relation to carbon assimilation during the winter: preliminary note. Ed. Bot. Soc. of Japan. 6 pp.
- 1902. The spermatozoid of Ginkgo: notes on the morphology and methods. 8 pp.

### Libros
- 1901. The fertilization of Pythium de baryanum. Cornell University. 46 pp.
- 1903. The development of the archegonium and fertilization in Picea and Abies ... Cornell University. 144 pp.
- 1910. The development of the Gametophytes and Embryogeny in Cunninghamia sinensis. Volumen 27, Parte 1, N.º 1 de Beihefte zum Botanischen Centralblatt. 25 pp.
- 1924. Iden to kekkon. Ed. Yūzankaku. 211 pp.
- 1928. Joshi rika shokubutsugaku kyōkasho: kōtō jogakkō rikayō. Ed. Meiji Shoin. 145 pp.
- 1933. Genshoku asagao zufu. Ed. Sanseidō. 88 pp.
- -----------, Yoshitaka Imai. 1934. Chlorophyll deficiencies in the Japanese morning glory. Ed. Tokyo Imperial University. 44 pp.

- La abreviatura «Miyake» se emplea para indicar a Kiichi Miyake como autoridad en la descripción y clasificación científica de los vegetales.[1]